# Speedway Grand Prix 2007
Speedway Grand Prix 2007 kördes över 11 omgångar. Nicki Pedersen vann titeln.

## Deltävlingar
| Datum        | Grand Prix     | Ort           | Vinnande förare |
| ------------ | -------------- | ------------- | --------------- |
| 28 april     | Italien        | Lonigo        | Nicki Pedersen  |
| 12 maj       | Europa         | Wrocław       | Nicki Pedersen  |
| 26 maj       | Sverige        | Eskilstuna    | Leigh Adams     |
| 9 juni       | Danmark        | Köpenhamn     | Andreas Jonsson |
| 30 juni      | Storbritannien | Cardiff       | Chris Harris    |
| 28 juli      | Tjeckien       | Prag          | Nicki Pedersen  |
| 11 augusti   | Skandinavien   | Målilla       | Leigh Adams     |
| 25 augusti   | Lettland       | Daugavpils    | Leigh Adams     |
| 8 september  | Polen          | Bydgoszcz     | Tomasz Gollob   |
| 22 september | Slovenien      | Krško         | Nicki Pedersen  |
| 13 oktober   | Tyskland       | Gelsenkirchen | Andreas Jonsson |

## Slutställning
| Plats | Förare          | Poäng |
| ----- | --------------- | ----- |
| 1     | Nicki Pedersen  | 196   |
| 2     | Leigh Adams     | 153   |
| 3     | Jason Crump     | 124   |
| 4     | Tomasz Gollob   | 108   |
| 5     | Hans Andersen   | 107   |
| 6     | Greg Hancock    | 106   |
| 7     | Rune Holta      | 91    |
| 8     | Scott Nicholls  | 91    |
| 9     | Chris Harris    | 91    |
| 10    | Andreas Jonsson | 90    |